# Ivan Lovrić
Ivan Lovrić (Split, 1985. július 11. –) visszavonult horvát labdarúgó. 2015 óta magyar állampolgárság is.

## Sikerei, díjai
Budapest Honvéd
- Magyar bajnokság (NB I)
  - bajnok (1): 2016–17[2]
- Magyar kupa-győztes: 2020